# Bednáreček (przystanek kolejowy)
Bednáreček – przystanek kolejowy w miejscowości Bednáreček, w kraju południowoczeskim, w Czechach. Znajduje się na wysokości 575 m n.p.m..  
Na przystanku nie ma możliwości zakupu biletów, a obsługa podróżnych odbywa się w pociągu.

## Linie kolejowe
- 225 Havlíčkův Brod – Veselí nad Lužnicí